# Német bucó
A német bucó (Zingel streber) a sugarasúszójú halak (Actinopterygii) osztályának a sügéralakúak (Perciformes) rendjébe, ezen belül a sügérfélék (Percidae) családjába tartozó védett faj.
Kisméretű halfaj, mely gazdasági szempontból nem bír jelentőséggel, de nagy természeti értéket képvisel. Szűk területen élő, nagyon ritka bennszülött halunk. A veszélyeztetett fajok közé tartozik, mivel a folyókon épülő vízlépcsők hatására élettere egyre szűkül.

## Elnevezései
Horgászok körében reszelő néven volt ismert, de orsóhalnak is nevezték. További elnevezései: Apáczafúró, Arsóhal, Buczó, Buczok, Durbancs, Kerékszeg, Német-Kócz, Nemhal, Orsófark, Orsófarkú hal, Poczokfarkú, Ráspóhal és Répahal.

## Előfordulása
A német bucó Magyarországon ritkán előforduló fokozottan védett hal, természetvédelmi értéke 100 000 Ft. Elterjedési területe nagyon szűk a Duna vízrendszerének őshonos halfaja a tiszta, oxigéndús, sebes folyóvizekben él. A Duna vízrendszerén kívül a Vardar folyó vízrendszere szolgál még élőhelyeként. Magyarországi élőhelyei a Duna, Mosoni-Duna, a Rába, a Lapincs, a Pinka, a Strém, az Ipoly, a Dráva, a Mura, a Tisza, a Szamos, a Sajó, a Bódva, a Hernád, a Vadász-patak, a Sebes-Körös és a Maros.
A Duna vízrendszerén kívül, a Dnyeszter vízrendszerében is előfordul.

### Hasonló fajok
Közeli rokonához a magyar bucóhoz, hasonlít a legjobban, olyannyira, hogy ránézésre összetéveszthető vele. Megkülönböztetésül annak a teste és faroknyele valamivel vaskosabb, mintázata elmosódottabb. A magyar bucó első hátúszója hosszabb és benne több 16 feletti tüske van. Alakját tekintve hasonlít a küllőkre és a márnákra, de a bucófajokat első pillantásra megkülönbözteti kettős hátúszójuk.

### Azonosítása határozóképlettel
A halak közeli rokon fajainak azonosításához nagy segítséget jelenthet az adott hal morfológiai tulajdonságainak pontos vizsgálata. Az alábbi táblázat a német bucó és a magyar bucó határozóképletét tartalmazza.
| Tudományos név | Magyar név   | pikkelyképlet   | garatfogképlet | úszósugár hátúszó         | úszósugár farokalatti |
| -------------- | ------------ | --------------- | -------------- | ------------------------- | --------------------- |
| Zingel zingel  | magyar bucó, | 83 8-9/12-15 95 | -              | D1:XIII-XV, D2:I-II/16-20 | II/11-13              |
| Zingel streber | német bucó,  | 70 6-7/10-12 82 | -              | D1:VII-IX, D2:I/12-13     | I/10-12               |

## Megjelenése
Kistermetű faj a hal teste hengeres erősen megnyúlt, hossza 12 - 18 centiméter, legfeljebb 22 centiméter. Feje viszonylag hosszú és aránylag széles, valamint felülről lapított. Orra megnyúlt, körülbelül kétszerese a szem átmérőjének. Közepes méretű szája teljesen alsó állású. Érdes tapintású kicsiny pikkelyei erősen ülnek a bőrben darabszáma 70 - 82 egy hosszanti sorban. A torok, a mell és a has nagy része pikkelytelen. A kopoltyúfedők hátulsó szegélyén erős tüske ül. Mellúszói gyengén fejlettek, a hasúszók a mellúszók alatt vannak, szélesek. Az első hátúszóban 7-9 tüske, a másodikban 12-13 elágazó sugár számlálható. Az elő-kopoltyúfedők hátulsó szegélye fogazott. Nincs úszóhólyagja. Oldala ívás idején smaragdzöld bronzfénnyel ragyog.

## Életmódja
A német bucó fenékhal, a bucó halnem más fajaihoz hasonlóan a kavicsos talajú, sekély, de erős sodrású vizeket vízfolyások felső és középső szakaszán a gázlós, gyors sodrású köves, kavicsos biotópokat kedveli. Az éjszaka aktív hal a nagyobb folyókban a paduczóna fölső régiójától a dévér zóna fölső régiójáig fordul elő, ez utóbbinak az alsó régiójában - ellentétben a magyar bucóval - már nem található meg. Általában a sodrott mederszakaszokon található meg, az üledékes részeket kerüli, ezért a duzzasztott folyószakaszokról elvándorol. Tápláléka apró talajállatok, halikra, ivadék, de a víz által görgetett hordalékból is kiszedegeti az elfogyasztható szerves törmeléket.

## Szaporodása
Március – májusban párosan ívik a gyors áramlású, kavicsos mederrészeken, ahol kisebb gödröt készít. Az ikrások ebbe az elkészített kavicsos-sóderes meder gödrébe rakják le ragadós ikrájukat, amelyet megtermékenyítés után befednek finom kavicsréteggel.